# Sphecodes argentinus
Sphecodes argentinus är en biart som beskrevs av Carlos Schrottky 1906. Sphecodes argentinus ingår i släktet blodbin, och familjen vägbin. Inga underarter finns listade i Catalogue of Life.